# 16 février 1916
Le mercredi 16 février 1916 est le 47e jour de l'année 1916.

## Naissances
- Édouard Alexander (mort le 1er avril 2004), résistant et avocat d'affaires français
- Alberto Sorrentino (mort le 1er février 1994), acteur italien
- Bill Doggett (mort le 13 novembre 1996), musicien américain
- Charles Fowlkes (mort le 9 février 1980), musicien américain
- Dương Văn Minh (mort le 6 août 2001), général et homme d'État sud-vietnamien
- Eddie Fechter (mort le 31 mars 1979), magicien américain
- Epainette Mbeki (morte le 7 juin 2014), mère de l'ancien président sud-africain Thabo Mbeki
- Giorgio Saviane (mort le 18 décembre 2000), écrivain italien
- Jesús Emilio Jaramillo Monsalve (mort le 2 octobre 1989), prêtre catholique colombien
- Julien Darui (mort le 13 décembre 1987), footballeur français
- Kermit Roosevelt, Jr. (mort le 8 juin 2000), officier de la CIA

## Événements
- Fin de la bataille d'Erzurum
- Fin de la campagne d'Afrique de l'Ouest